# El Maguey, Nayarit
El Maguey är en ort i Mexiko.   Den ligger i kommunen Del Nayar och delstaten Nayarit, i den centrala delen av landet, 700 km väster om huvudstaden Mexico City. El Maguey ligger 1 110 meter över havet och antalet invånare är 238.
Terrängen runt El Maguey är kuperad åt sydväst, men åt nordost är den bergig. Runt El Maguey är det mycket glesbefolkat, med 5 invånare per kvadratkilometer. Närmaste större samhälle är Presidio de los Reyes, 14,2 km sydväst om El Maguey. I omgivningarna runt El Maguey växer huvudsakligen savannskog.